# 시프티
시프티 기업은 시프티(Shiftee)라는 통합 인력관리 솔루션을 운영 중이다. B2B 클라우드 소프트웨어(SaaS)이며 웹과 iOS, Android를 지원한다. 주로 인사담당자와 회사 구성원이 사용하는 서비스이며, 사용 연령대는 다양하다.
주로 다루는 기능은 출퇴근기록, 근무일정, 휴가관리, 전자결재, 전자계약 및 서명, 근태관리 및 급여 정산 서비스이다. 각종 연동(Open API, 구글 캘린더, 슬랙, 마이크로소프트 아웃룩, 팀즈) 기능을 제공하고 있다고 한다

## 기업 슬로건[1]
모두에게 더 나은 근무환경을 만듭니다.
We make a better workplace for everyone.

## 주요 서비스[2][3]
[관리자]
- 직원 근무일정 스케줄링 및 자동 공유
- 직원 출퇴근기록 관리
- 직원 휴가 관리 (연차, 반차, 경조사, 특별휴가 등)
- 직원이 올린 각종 요청 승인 (근무일정/휴가/출퇴근기록 생성/삭제, 직출/직퇴 요청 등)
- 직원 근로시간 관리 및 통계 (근로시간 위험 알림, 근로시간 자동 통계 등)
- 자동 연차 관리 (사용연차, 잔여연차, 연차촉진 등)
- 모든 출퇴근기록 통계와 리포트 열람 및 추출 (결근, 지각, 연장근로시간, 휴일근로시간 등)
- 회사 맞춤 요청 설정
- 메시지 (사내 공지, 근태 관련 알림, 근로시간 초과 알림, 연차 촉진 등 시프티 데이터를 반영한 메시지 전송[4])
- 시프티 데스크탑 (PC-OFF) 이석관리, 근로시간관리, 유휴시간 소명,
- 근태 리포트 및 급여정산

[직원]
- 출근/퇴근
- 근무일정 열람
- 근무일정 생성/변경 요청
- 휴가 생성/변경 요청 (연차, 반차 등)
- 외근 직출/직퇴 요청
- 내 출퇴근기록 및 근태 리포트 열람 (권한 조정 가능)
- 본인 휴가 기록 및 연차일수 통계 열람
- 범용 전자결재 (서류 요청, 비품 구매 요청, 비용 청구 등)
- 시프티 데스크탑 (PC-OFF) 출퇴근, 연장근로 신청 등

## 연혁
- 2017년 1월 '시프티' 서비스 정식 론칭
- 2017년 11월 벤처기업 인증 (한국 벤처캐피탈 협회)
- 2018년 5월 시프티 이용 사업장 1만개 돌파[5]
- 2019년 12월 과학기술정보통신부 [2019 올해의 앱] 선정[6]
- 2020년 1월 신승원 대표, Forbes Korea 2030 파워리더 - IT-Tech 선정[7]
- 2020년 5월 코로나19 극복을 위한 50인 미만 중소상공인 대상 무료지원 정책 시행[8]
- 2020년 7월 시프티 이용 사업장 10만개 돌파[9]
- 2020년 9월 신승원 대표, 정부 인사혁신처 정책자문위원 위촉
- 2021년 5월 국제보안인증 ISO 27001 취득[10]
- 2021년 9월 이용 사업장 15만개 돌파[11]
- 2022년 5월 신승원 대표, Forbes Asia 30 Under 30 - Enterprise Tech 선정[12]
- 2022년 12월 이용 사업장 20만개 돌파, 영업이익 16억 달성
- 2023년 5월 PC-OFF 탑재한 시프티 데스크탑 출시[13]
- 2023년 6월 기술혁신 이노비즈(Inno-Biz) 인증 A등급 취득
- 2023년 8월 중국어 버전 출시 및 대만 진출
- 2023년 12월 이용 사업장 30만개 돌파, 영업이익 50억 달성[14]
- 2024년 9월 국내 초대형 사모펀드, 스카이레이크 PE로부터 투자 (진대제 펀드)
- 2025년 4월 시프티-고용노동부 협력, 영세사업장에게 시프티 서비스 무료 지원[15]